# Robert Covington
Robert Covington (Bellwood, Illinois; 14 de diciembre de 1990) es un jugador de baloncesto estadounidense que actualmente se encuentra sin equipo. Con 2,01 metros de altura, juega en la posición de alero.

## Trayectoria deportiva

### Universidad
Jugó cuatro temporadas en los Tigers de la Universidad Estatal de Tennessee, en las que promedió 14,8 puntos, 7,8 rebotes y 1,2 asistencias por partido. Fue incluido en el mejor quinteto de la Ohio Valley Conference en 2012 y en el segundo mejor en 2011 y 2013, además de ser elegido en 2010 como novato del año de la conferencia. Acabó su carrera universitaria como séptimo mejor anotador y reboteador de la historia de los Tigers.

#### Estadísticas
| Año     | Equipo          | PJ  | PT  | MPP  | %TC  | %3P  | %TL  | RPP | APP | ROB | TPP | PPP  |
| ------- | --------------- | --- | --- | ---- | ---- | ---- | ---- | --- | --- | --- | --- | ---- |
| 2009–10 | Tennessee State | 32  | 28  | 27.3 | .428 | .385 | .797 | 6.5 | 1.2 | 1.1 | 1.1 | 11.5 |
| 2010–11 | Tennessee State | 30  | 30  | 30.8 | .498 | .460 | .782 | 7.5 | 1.2 | 1.5 | 1.0 | 13.3 |
| 2011–12 | Tennessee State | 33  | 32  | 31.2 | .526 | .448 | .775 | 7.9 | 1.3 | 1.5 | 1.4 | 17.8 |
| 2012–13 | Tennessee State | 23  | 21  | 31.0 | .435 | .388 | .850 | 8.0 | 1.3 | 2.2 | 1.7 | 17.0 |
| Total   | Total           | 118 | 111 | 30.0 | .476 | .422 | .802 | 7.4 | 1.2 | 1.5 | 1.3 | 14.8 |

### NBA

#### Houston Rockets (2013-2014)

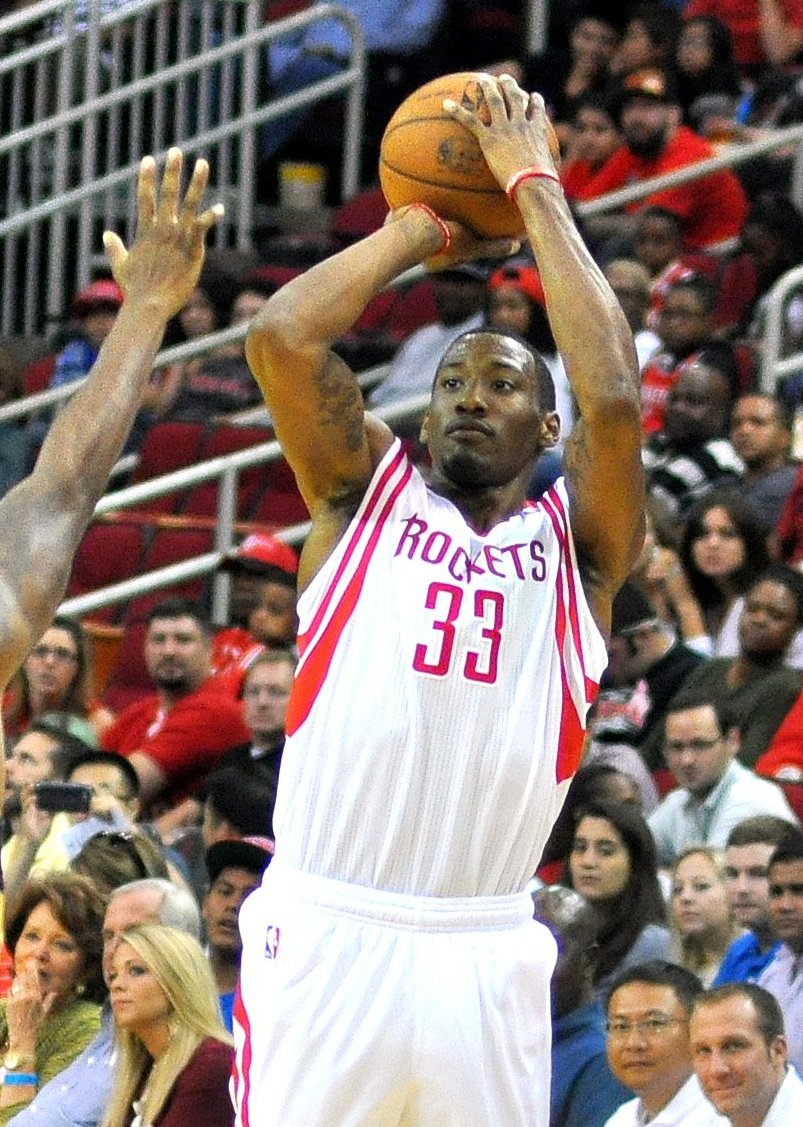
Covington con Houston Rockets en 2013.

Tras no ser elegido en el Draft de la NBA de 2013, fichó por los Houston Rockets, quienes lo cedieron a los Rio Grande Valley Vipers de la NBA D-League en varias ocasiones. En la NBA disputó siete partidos, en los que promedió 2,3 puntos.
Durante toda la temporada fue asignado en varias ocasiones a los Rio Grande Valley Vipers de la NBA D-League, con los que promedió 23,2 puntos y 9,2 rebotes por partido, siendo elegido Rookie del Año, incluido en el mejor quinteto de la liga y en el mejor quinteto de rookies, así como elegido MVP del All-Star Game.
El 27 de octubre de 2014, fue despedido por los Rockets, a pocos días para el comienzo de la temporada 2014-2015 de la NBA.

#### Philadelphia 76ers (2014-2018)
Covington fue elegido en la primera posición del Draft de la NBA Development League de 2014 por los Grand Rapids Drive. Sin embargo, no llegaría a debutar con este equipo, ya que dos semanas después, el 15 de noviembre de 2014, firma un contrato para jugar con los Philadelphia 76ers.
En su cuarta temporada con los 76ers, ya como titular indiscutible, el 18 de octubre de 2017, anota 29 puntos ante los Wizards. El 13 de noviembre alcanza los 31 puntos ante Los Angeles Clippers. El 15 de noviembre, firma una extensión de contrato con Philadelphia por 4 años y $62 millones. Al finalizar la temporada, es incluido en el mejor quinteto defensivo de la NBA.

#### Minnesota Timberwolves (2018-2020)
El 10 de noviembre de 2018 fue traspasado a Minnesota Timberwolves junto con Dario Šarić, Jerryd Bayless y una segunda ronda del draft de 2022 a cambio de Jimmy Butler y Justin Patton.

#### Houston Rockets (2020)
El 4 de febrero de 2020 es traspasado a Houston Rockets, en un traspaso múltiple entre cuatro equipos y que afectó a 12 jugadores.

#### Portland Trail Blazers (2020-2022)
El 17 de noviembre de 2020 es traspasado a Portland Trail Blazers a cambio de Trevor Ariza.

#### LA Clippers (2022-2023)
El 4 de febrero de 2022 es traspasado, junto a Norman Powell a Los Angeles Clippers, a cambio de Justise Winslow, Eric Bledsoe y Keon Johnson. El 1 de abril ante Milwaukee Bucks anota 43 puntos, el máximo de su carrera, incluyendo 11 triples. El 5 de mayo se anuncia su renovación con los Clippers, por 2 años de contrato y $24 millones.

#### Philadelphia 76ers (2023-2024)
El 30 de octubre de 2023 es traspasado a Philadelphia 76ers, junto a Nicolas Batum, Marcus Morris y KJ Martin, a cambio de James Harden, PJ Tucker y Filip Petrušev.

## Estadísticas de su carrera en la NBA

### Temporada regular
| Año     | Equipo        | PJ  | PT  | MPP  | %TC  | %3P  | %TL  | RPP | APP | ROB | TPP | PPP  |
| ------- | ------------- | --- | --- | ---- | ---- | ---- | ---- | --- | --- | --- | --- | ---- |
| 2013-14 | Houston       | 7   | 0   | 4.9  | .429 | .364 | –    | .7  | .0  | .3  | .0  | 2.3  |
| 2014-15 | Philadelphia  | 70  | 49  | 27.9 | .396 | .374 | .820 | 4.5 | 1.5 | 1.4 | .4  | 13.5 |
| 2015-16 | Philadelphia  | 67  | 49  | 28.4 | .385 | .353 | .791 | 6.3 | 1.4 | 1.6 | .6  | 12.8 |
| 2016-17 | Philadelphia  | 67  | 67  | 31.6 | .399 | .333 | .822 | 6.5 | 1.5 | 1.9 | 1.0 | 12.9 |
| 2017-18 | Philadelphia  | 80  | 80  | 31.7 | .413 | .369 | .853 | 5.4 | 2.0 | 1.7 | .9  | 12.6 |
| 2018-19 | Philadelphia  | 13  | 13  | 33.8 | .427 | .390 | .739 | 5.2 | 1.1 | 1.8 | 1.8 | 11.3 |
| 2018-19 | Minnesota     | 22  | 22  | 34.7 | .433 | .372 | .773 | 5.7 | 1.5 | 2.3 | 1.1 | 14.5 |
| 2019-20 | Minnesota     | 48  | 47  | 29.4 | .435 | .346 | .798 | 6.0 | 1.2 | 1.7 | .9  | 12.8 |
| 2019-20 | Houston       | 22  | 21  | 33.0 | .392 | .315 | .800 | 8.0 | 1.5 | 1.6 | 2.2 | 11.6 |
| 2020-21 | Portland      | 70  | 70  | 32.0 | .401 | .379 | .806 | 6.7 | 1.7 | 1.4 | 1.2 | 8.5  |
| 2021-22 | Portland      | 48  | 40  | 29.8 | .381 | .343 | .833 | 5.7 | 1.4 | 1.5 | 1.3 | 7.6  |
| 2021-22 | L.A. Clippers | 23  | 2   | 22.1 | .500 | .450 | .848 | 5.1 | 1.0 | 1.3 | 1.2 | 10.4 |
| 2022-23 | L.A. Clippers | 48  | 0   | 16.2 | .445 | .397 | .750 | 3.5 | 1.2 | .8  | .7  | 6.0  |
| 2023-24 | L.A. Clippers | 3   | 3   | 23.1 | .333 | .250 | .500 | 2.7 | 2.3 | 2.0 | 1.0 | 3.0  |
| 2023-24 | Philadelphia  | 26  | 3   | 16.1 | .449 | .354 | .875 | 3.4 | .7  | 1.3 | .6  | 4.5  |
| Total   | Total         | 614 | 466 | 28.2 | .409 | .362 | .811 | 5.5 | 1.4 | 1.5 | .9  | 10.8 |

### Playoffs
| Año   | Equipo        | PJ | PT | MPP  | %TC  | %3P  | %TL  | RPP | APP | ROB | TPP | PPP  |
| ----- | ------------- | -- | -- | ---- | ---- | ---- | ---- | --- | --- | --- | --- | ---- |
| 2018  | Philadelphia  | 10 | 8  | 28.1 | .325 | .313 | .750 | 5.3 | 2.5 | 1.1 | .9  | 8.1  |
| 2020  | Houston       | 12 | 12 | 31.6 | .495 | .500 | .857 | 5.0 | 1.3 | 2.5 | 1.1 | 11.2 |
| 2021  | Portland      | 6  | 6  | 38.0 | .500 | .500 | .900 | 7.8 | 1.2 | 1.5 | 1.1 | 9.3  |
| 2023  | L.A. Clippers | 2  | 0  | 6.0  | .000 | .000 | –    | 1.0 | 1.0 | .0  | .5  | .0   |
| Total | Total         | 30 | 26 | 30.0 | .424 | .429 | .818 | 5.4 | 1.7 | 1.7 | 1.0 | 9.0  |